# Затока (Малопольське воєводство)
Затока (пол. Zatoka) — село в Польщі, у гміні Бохня Бохенського повіту Малопольського воєводства.
Населення — 189 осіб (2011).
У 1975-1998 роках село належало до Тарновського воєводства.

## Демографія
Демографічна структура станом на 31 березня 2011 року:
|          | Загалом | Допрацездатний вік | Працездатний вік | Постпрацездатний вік |
| -------- | ------- | ------------------ | ---------------- | -------------------- |
| Чоловіки | 94      | 31                 | 55               | 8                    |
| Жінки    | 95      | 27                 | 47               | 21                   |
| Разом    | 189     | 58                 | 102              | 29                   |